# 馬西冰川
71°53′S 168°24′E / 71.883°S 168.400°E
馬西冰川（英語：Massey Glacier），是南極洲的冰川，位於維多利亞地的彭內爾海岸，處於阿德默勒爾蒂山脈地區，長11公里，美國地質調查局根據測量和該國海軍的空中照片繪入地圖，現時由南極條約體系管理。

## 外部連結
. . United States Geological Survey.   [2013-08-25].